# Anglès bàsic
L'anglès bàsic, també anomenat en anglès Basic English i Simple english és una llengua controlada i construïda basada en la simplificació del vocabulari i la gramàtica de la llengua anglesa natural, elaborat per Charles Kay Ogden i descrit en el seu llibre Basic English: A General Introduction with Rules and Grammar (Anglès bàsic: una introducció amb regles i gramàtica) publicat en 1930.
Per a Ogden, aconseguir un bon maneig de l'anglès normal requeriria set anys d'estudi, l'esperanto set mesos i l'anglès bàsic set setmanes. De tal forma l'anglès bàsic s'utilitzaria per companyies que necessiten produir llibres complexos per a ús internacional i per escoles d'idiomes que necessiten ensenyar quelcom d'anglès en un curt període. Per al seu vocabulari reduït de 850 paraules, Ogden va eliminar paraules que podrien dir-se amb altres paraules i frases i va buscar que les paraules foren comunes en qualsevol país de parla anglesa. Va sotmetre el seu conjunt de paraules a un gran nombre de proves i ajustos. Va simplificar també la gramàtica procurant que, així i tot, fos normal per als usuaris que ja parlen anglès.